# José Ibáñez (pintor)
José Ibáñez (Calatayud, 30 de junio de 1656 - 9 de octubre de 1694) fue un pintor barroco español.
Hijo de Bernardo Ibáñez (1619-1678), escultor que tenía un taller de escultura y ensambladura en Calatayud. Cuatro de los hijos de Ibáñez también fueron escultores, Juan Jerónimo, Manuel, Joaquín y Bernardo, por lo que se dedicó a José a la pintura para poder completar y ampliar los servicios del negocio familiar. Es probable que José aprendiera junto a Juan Florén (1617-1681) pintor que estaba activo en Calatayud en la época.
Sólo se conocen dos obras de José Ibáñez, un retablo fingido dedicado a San Ignacio en una capilla lateral de la iglesia de las capuchinas de Calatayud y el lienzo principal del retablo de San Francisco Javier y San Ignacio de Loyola en la iglesia parroquial de Torralba de Ribota. Ambas obras son muy efectistas y vistosas, pero una observación de cerca permite apreciar que la calidad no es excelente.
El estilo de Ibáñez se aleja del que fue su hipotético maestro, Florén, y se acerca más al estilo barroco imperante en la época, siendo visible la influencia madrileña en las obras.